# Sistema de Energía Radiante de la Tierra y de las Nubes

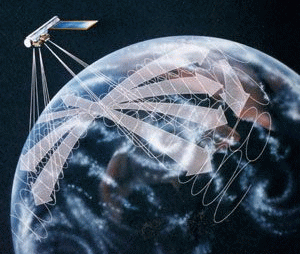
Representación de los instrumentos del CERES escaneando la Tierra en modo rotacional en plano azimut

Sistema de Energía Radiante de la Tierra y de las Nubes, (acrónimo en inglés, CERES: Clouds and the Earth's Radiant Energy System) es un experimento climatológico en órbita geocéntrica, de la Agencia NASA
. 
El CERES es un satélite instrumental, parte del Sistema de Observación de la Tierra (EOS), diseñado para medir tanto la radiación solar reflejada como la emitida desde el tope de la atmósfera (TOA) a la superficie terrestre. Las propiedades nubosas se determinan usando mediciones simultáneas con otros instrumentos EOS, como el  
espectroradiómetro de imágenes de media resolución (MODIS). Los resultados del CERES y de previas misiones de NASA,   como los experimentos del satélite de tasa de radiación terrestre (ERBE), 
que lidera un mejor entendimiento del rol de las nubes y el ciclo de la energía en el cambio climático.

## Logros científicos
El experimento CERES ha tenido cuatro objetivos principales:
- Continuar con los registros ERBE de flujos radiativos al tope de la atmósfera (TOA) en el análisis del  cambio climático
- Doblar la precisión y exactitud de las estimaciones de flujos radiativos en la TOA y en la surficie terráquea
- Dar una primera estimacioón de largo alcance global de los flujos radiativos dentro de la atmósfera
- Proveer de estimaciones de propiedades nubosas, consistentes con los flujos radiativos desde la superficie hasta el tope atmosférico (TOA)

## Equipo CERES
El primer equipo CERES (PFM) fue lanzado a bordo del NASA Misión de Medición de Lluvias tropicales (acrónimo en inglés TRMM para Tropical Rainfall Measuring Mission) en noviembre de 1997 desde Japón. Adicionales cuatro más CERES se lanzaron con el satélite EOS Terra, en diciembre de 1999 (FM1 & FM2) y con el satélite EOS Aqua en mayo de 2002 (FM3 & FM4). Las operaciones son todas de equipos CERES en los satélites Terra y Aqua.  Cada equipo CERES es un radiómetro con tres canales:
- canal de onda corta: mide brillo solar reflejado en la región 0,3 - 5 µm
- canal de medición de radiación termal emitida por la Tierra, en la región de la ventama de 8-12 µm
- canal total de medición del espectro total de radiación saliente de la Tierra

La resolución espacial del CERES en vista nadir (equivale al diámetro de una pisada) es de 10 km del CERES sobre el TRMM, y de 20 km del CERES sobre los satélites Terra y Aqua. A bordo se incluyen fuentes de  calibración, incluyendo un difusor solar, un sistema de lámpara tungsteno con un monitor de estabilidad, y un par de cavidades con propiedades de cuerpo negro que pueden ser controladas a  diferentes temperaturas. 
Las observaciones del frígido espacio y la calibración interna se ejecutan durante los escaneos normales de la Tierra. Durante su operación, el equipo CERES ha mostrado suma estabilidad. No hay cambios discernibles en la ganancia instrumental en cualquier canal a un nivel de 0,2% y con 95% de confianza. Las calibraciones de tierra y en el espacio ajustan dentro del 0,25%.

## Modos operativos
CERES opera en tres modos de escaneo:
- a través del track de paso satelital (cross-track)
- a lo largo de la dirección del camino satelital (along-track)
- en el Plano de Rotación Azimuth (RAP).

En el modo RAP, el escaneo radiométrico se produce 
en elevación como va rotando en azimut,  adquiriendo las mediciones de radiancia en un amplio rango de ángulos de visión.  Hasta febrero de 2005, ambos satélites Terra y Aqua del equipo CERES escaneaban en modo cross-track, mientras el otro lo hacía en RAP o en modo a lo largo del track. El equipo operando en escaneo RAP 
tomaba dos días de datos en along-track cada mes. Los datos multiangulares CERES permitieron desarrollar nuevos modelos con anisotropía en las escenas vistas, y permitió al flujo radiativo de alta atmósfera TOA ser tomado con mayor precisión.